# Bjergkatten
Bjergkatten er en tysk stumfilm fra 1921 af Ernst Lubitsch.

## Medvirkende
- Victor Janson
- Marge Köhler
- Edith Meller
- Paul Heidemann som Alexis
- Wilhelm Diegelmann som Claudius
- Pola Negri som Rischka
- Hermann Thimig som Pepo